# Age of Mythology: Retold
Age of Mythology: Retold est un jeu vidéo de stratégie en temps réel développé par World's Edge et Forgotten Empires et édité par Xbox Game Studios. Il s'agit d'une version remasterisée d'Age of Mythology, initialement développé par Ensemble Studios et sorti en 2002. Il est révélé pour la première fois le 25 octobre 2022. Le jeu sort pour Windows et Xbox Series le 4 septembre 2024.

## Système de jeu
Age of Mythology: Retold combine des éléments du jeu original avec une conception et des visuels de stratégie en temps réel modernes. Construit à l'aide du moteur de jeu d'Age of Empires III: Definitive Edition, toutes les unités et animations sont entièrement refaites. La bande sonore sera une nouvelle version entièrement symphonique, comportant de nombreux ajustements et modernisations, et offrant plus d'options aux joueurs.
Les joueurs peuvent choisir des dieux mythologiques des panthéons grec, nordique, égyptien et atlante, en utilisant leurs pouvoirs pour invoquer de puissantes créatures et lancer des sorts contre leurs ennemis. Le jeu propose une campagne de 50 missions qui emmène les joueurs à travers divers mondes mythiques, notamment des lieux tels que Troie, Midgard et l'Égypte. Le panthéon chinois - ainsi qu'un autre, non encore spécifié - est confirmé comme contenu post-sortie du jeu. Les joueurs peuvent commander des unités inspirées des mythologies du monde, telles que les centaures, les trolls, les momies et le cyclope,.
Les capacités des unités mythiques peuvent être activées par les joueurs à volonté, plutôt que lancées automatiquement par l'unité. La capacité chargée d'une unité peut également être configurée pour se déclencher automatiquement, comme dans le jeu original. Le plafond de faveur de 100 est modifié ou supprimé. Les pouvoirs divins sont désormais généralement polyvalents avec des temps de recharge, et la réutilisation de certains des pouvoirs divins les plus puissants, comme Fils d'Osiris, coûte de la faveur. Un nouvel Âge des Merveilles introduit un pouvoir divin moins cher, bien que sa relation avec l'Âge des Titans actuel ne soit pas clarifiée. Une fonction d'économie automatique est ajoutée. Les fondations des sites de largage de ressources peuvent être sélectionnées à partir du panneau de commande d'une ressource et, une fois placées, un villageois inactif à proximité y sera automatiquement affecté. La limite de population a été augmentée et le jeu inclut désormais du ray tracing. Les boutons de raccourci sont affichés sur des icônes dans le panneau de commande, tandis que l'écrasement de l'armure, le temps de rechargement et les multiplicateurs d'attaque sont affichés à côté d'autres attributs d'unité/bâtiment dans le panneau d'informations. L'éditeur de scénario dispose d'une option de filtre de texte pour trouver des objets plus rapidement, et toutes les unités mythiques améliorées ont des visuels uniques. De plus, le jeu avertit le joueur lorsqu'il approche de la capacité de l'espace de population.

## Campagne
Les joueurs pénètrent dans un monde où d'anciens panthéons mythologiques issus de diverses cultures coexistent et rivalisent pour la domination. Les Grecs, les Nordiques, les Égyptiens et les Atlantes sont tous impliqués dans une lutte éternelle, exerçant leurs pouvoirs divins dans un grand théâtre de guerre. L'arc narratif du jeu est centré sur ce conflit cosmique, chaque civilisation apportant son mythe unique et ses créatures légendaires sur le champ de bataille. Les joueurs choisissent un panthéon et mènent leurs dieux et héros choisis à la victoire, façonnant le destin du monde à chaque décision.

## Développement
Age of Mythology: Retold est co-développé par World's Edge et Forgotten Empires. Le jeu est révélé pour la première fois le 25 octobre 2022. World's Edge annonce la date de sortie du jeu le 9 juin 2024, lors du Xbox Summer Showcase. Sa sortie est prévue pour Windows et Xbox Series le 4 septembre 2024. Le jeu vise à combiner des éléments du jeu original avec un design et des visuels modernes. Les développeurs améliorent les éditions définitives des précédents jeux Age of Empires. Cela comprend l'ajout du ray tracing, l'augmentation de la limite de population et l'intégration d'un moteur pour gérer les effets spéciaux.
Les acheteurs de l'édition premium ont pu jouer à la version bêta du jeu qui comprend les dieux de la civilisation grecque, égyptienne et nordique dans le mode multijoueur et divers scénarios de la campagne de la chute du trident, du 12 au 14 juillet 2024. 